# Мешести
Мешестите (Cnidaria) са тип същински многоклетъчни безгръбначни животни, чието тяло е съставено от два пласта, между които има безструктурно пихтиесто вещество, наречено мезоглея. Външният пласт се нарича ектодерма, вътрешният – ендодерма.

## Описание
Съществуат две форми мешести - полипи и медузи. Полипите са прикрепени форми на мешестите животни.
Тялото им е просто устроено и има формата на торба ограждаща телесна стомашна празнина. Торбата се състои от два слоя клетки - ектодерма (външен слой) и ендодерма (вътрешен слой). Двата слоя са отделени един от друг посредством пихтиесто вещество.
Дишането им се извършва чрез цялата им повърхност. При мешестите липсват дихателна, кръвоносна и отделителна система.
Имат мрежеста (дифузна) нервна система от разпръснати ектодермални нервни клетки, които след дразнения предават сигнал на всички клетки. Притежават също така ектодермални копривни клетки, които отделят парливо вещество и служат за нападение и защита.
Когато хидрите са застрашени, те изхвърлят камшиче (в горната част), което се забива в животно и изпуска отровата от копривните клетки.

## Размножаване
Мешестите са разделнополови. Полипната форма се размножава безполово (чрез пъпкуване), а медузната – полово, с помощта на яйцеклетки и сперматозоиди.

## Класификация
Типът мешести включва 3 класа и около 19 000 вида предимно морски представители, но се срещат и сладководни обитатели, макар и рядко.
Тип Мешести
- Клас Корали (Anthozoa)
- Клас Същински медузи (Scyphozoa)
- Клас Хидровидни (Hydrozoa)